# Pedro Monzón
Pedro Damián Monzón (ur. 23 lutego 1962 w Goya) – argentyński piłkarz, obrońca. Srebrny medalista MŚ 90.
Zawodową karierę zaczynał w Unión Santa Fe, gdzie grał w sezonie 1980-1981. Dziesięć lat (1981-1991) spędził w Independiente, wówczas jednym z najlepszych klubów na kontynencie. Z Independiente dwukrotnie sięgał po mistrzostwo Argentyny (1983 i 1989), a w 1984 triumfował w Copa Libertadores oraz Pucharze Interkontynentalnym. W 1992 grał w ekwadorskiej Barcelonie, później był piłkarzem CA Huracán (1992-1993), Quilmes (1993-1994), Alianza Lima, Atlético Tucumán oraz Santiago Wanderers.
W reprezentacji Argentyny w latach 1989-1990 rozegrał 15 spotkań i zdobył jedną bramkę. Podczas mistrzostw świata zagrał w czterech meczach i strzelił jednego gola. W meczu finałowym dostał czerwoną kartkę i jako pierwszy w historii piłkarz na tym etapie rozgrywek został wyrzucony z boiska.